# Катульская, Елена Климентьевна
Елена Климентьевна Кату́льская (Котульская; 21 мая [2 июня] 1888, Одесса, Херсонская губерния — 19 ноября 1966, Москва) — российская советская камерная и оперная певица (лирико-колоратурное сопрано), педагог, публицист. Народная артистка СССР (1965). Лауреат Сталинской премии второй степени (1950).

## Биография
Родилась 21 мая (2 июня) 1888 года в городе Одессе, Российская империя, в семье начальника станции «Одесса-порт».
С детства занималась музыкой. Училась в Одесской Мариинской гимназии и одновременно — на музыкальных курсах К. Ф. Лаглера (класс фортепиано и в 1904—1905 годах — класс пения И. Супруненко). Переехав в Санкт-Петербург в 1905 году, стала давать уроки музыки и брать уроки вокала у И. П. Прянишникова и в 1907 году поступила в Санкт-Петербургскую консерваторию (педагог Н. А. Ирецкая; окончила в 1909 году). В этот период давала уроки музыки и французского языка.
В дебютном консерваторском спектакле её увидел управляющий императорскими театрами В. А. Теляковский и пригласил в Мариинский театр, где она проработала с 1907 по 1913 год. Затем была приглашена в Москву. В 1913—1946 годах — солистка Большого театра. В начальный период выступлений на сцене театра брала уроки актёрского мастерства и танца. В 1918—1922 годах занималась в оперной студии Большого театра под руководством К. С. Станиславского. На сцене Большого театра исполнила 46 оперных партий.
Камерный репертуар певицы включал свыше 700 произведений. В 1910—1913 годах неоднократно выступала с Великорусским оркестром под управлением В. В. Андреева (ныне Государственный академический русский оркестр имени В. В. Андреева). Исполняла русские народные песни, романсы М. И. Глинки, А. А. Алябьева, А. Л. Гурилева. С 1913 по 1917 годы участвовала в московских концертах под управлением С. А. Кусевицкого, «Исторических концертах», организованных С. Н. Василенко. После 1917 года выступала в симфонических концертах с оркестрами под управлением Н. С. Голованова, М. М. Ипполитова-Иванова, Э. А. Купера, В. И. Сука, А. Коутса, с арфистками В. Г. Дуловой, К. А. Эрдели и другими выдающимися музыкантами и исполнителями. На концертной эстраде выступала до 1958 года. Н. П. Раков посвятил певице романс «Ласточка».
Гастролировала по многим городам СССР и за рубежом: Монголия (1938), Польша.
С середины 1920-х годов записывалась на грампластинки (свыше 200 произведений), выступала на радио.
Педагогическую деятельность начала в 1935 году в Оперной студии Большого театра, в 1944—1951 — в качестве старшего консультанта по повышению вокального мастерства его солистов. С 1948 года преподавала в Московской консерватории, с 1950 — профессор. Среди её учеников: народные артисты СССР М. П. Максакова, Т. А. Милашкина, народные артисты РСФСР И. И. Масленникова, А. Д. Масленников, Л. О. Гриценко, заслуженная артистка РСФСР Т. А. Воскресенская, болгарская певица Н. Добриянова, Р. В. Котова, Л. В. Лубенцова и другие.
Автор многих статей по вокальному искусству, воспоминаний о А. В. Неждановой, В. Р. Петрове, Н. А. Обуховой, Л. В. Собинове, К. Г. Держинской, И. С. Козловском, А. С. и Г. С. Пироговых. В 1941—1966 годах под её редакцией вышло 11 сборников вокальных произведений русских и зарубежных композиторов.

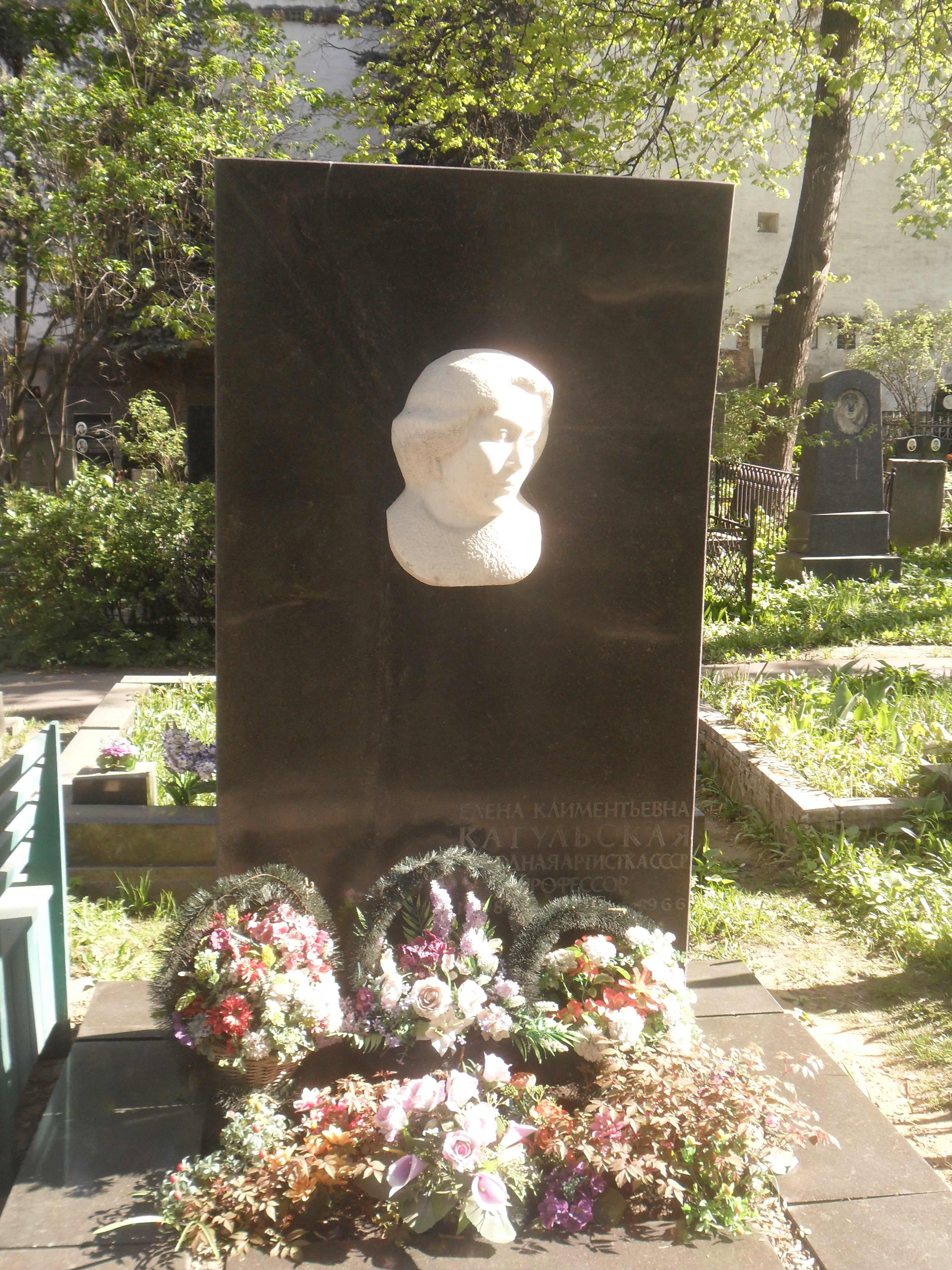
Могила на Новодевичьем кладбище

Скончалась 19 ноября 1966 года в Москве. Похоронена на Новодевичьем кладбище (участок № 3).

## Семья
- Сестра — Надежда Климентьевна (Паршина, Толстая) (1870-19??) — c 1920 года жена актёра И. Л. Толстого (сына Л. Н. Толстого).
- Брат — Котульский, Владимир Климентьевич (1879—1951) — геолог.

## Награды и звания
- Заслуженная артистка РСФСР (1933)
- Заслуженный деятель искусств РСФСР (1958)[4]
- Народная артистка СССР (1965)
- Сталинская премия второй степени (1950) — за концертно-исполнительскую деятельность
- Три ордена Трудового Красного Знамени (02.06.1937 — за выдающиеся заслуги в деле развития оперного и балетного искусства, 27.05.1951[5], 14.10.1966)
- Орден «Знак Почёта» (1937)
- Медали.

## Репертуар
Всего исполнила 46 партий. Среди них:
- Лакме («Лакме» Л. Делиба, Мариинский театр, 1909, дебют)
- Амур («Орфей и Эвридика» К. Глюка, Мариинский театр, 1911, режиссёр В. М. Мейерхольд)
- Лючетта («Четыре деспота» Э. Вольфа-Феррари) (1-я исполнительница партии в СССР)
- Снегурочка («Снегурочка» Н. А. Римского-Корсакова)
- Марфа («Царская невеста» Н. А. Римского-Корсакова)
- Волхова («Садко» Н. А. Римского-Корсакова)
- Панночка («Майская ночь» Н. А. Римского-Корсакова)
- Шемаханская царица («Золотой петушок» Н. А. Римского-Корсакова)
- Царевна Лебедь  («Сказка о царе Салтане» Н. А. Римского-Корсакова)
- Ксения («Борис Годунов» М. П. Мусоргского)
- Наташа («Русалка» А. С. Даргомыжского)
- Татьяна («Евгений Онегин» П. И. Чайковского)
- Антонида («Иван Сусанин» М. И. Глинки)
- Людмила («Руслан и Людмила» М. И. Глинки)
- Розина («Севильский цирюльник» Дж. Россини)
- Церлина («Фра-Дьяволо, или Гостиница в Террачине» Д. Обера)
- Джульетта («Ромео и Джульетта» Ш. Гуно)
- Мими («Богема» Дж. Пуччини)
- Чио-Чио-сан («Мадам Баттерфляй» Дж. Пуччини)
- Тоска («Тоска» |Дж. Пуччини)
- Манон («Манон» Ж.Массне)
- паж Урбан и Маргарита Валуа («Гугеноты» Дж. Мейербера)
- Недда («Паяцы» Р. Леонкавалло)
- Виолетта («Травиата» Дж. Верди)
- Джильда («Риголетто» Дж. Верди)
- Леонора («Трубадур» Дж. Верди)
- Лейла («Искатели жемчуга» Ж. Бизе)
- Маргарита («Фауст» Ш. Гуно).